# Fran Funtak
Fran Funtak (Harkanovci, 14. rujna 1882. – Županja, 24. lipnja 1960.), hrvatski arhitekt.

## Školovanje i prvo razdoblje stvaralaštva
Školovao se u Grazu te na Politehnici u Budimpešti. Po povratku sa školovanja zapošljava se 1905. godine u vukovarskom poduzeću Josip Banheyer i sin unutar kojega se vrlo brzo afirmira, radeći na području cijele Hrvatske kao jedan od glavnih projektanata mostova i ostalih građevina od armiranog betona, materijala koji se tada tek počeo šire upotrebljavati u građevinarstvu. U prvoj, secesijskoj fazi svoga stvaralaštva (1905. – 1918.) projektira šezdesetak što većih što manjih mostova na području od Krapine do Zemuna među kojima se nalazi i najveći armiranobetonski most uopće podignut u Hrvatskoj prije kraja Prvog svjetskog rata, na Velikom Strugu kod Jasenovca, koji u tri luka premošćuje ukupni otvor od 100 metara. Osim toga projektira i prvi realizirani armiranobetonski zvonik u Hrvatskoj kalvinske crkve u Vukovaru, 1910. godine. Radi i pojedine industrijske objekte (vodotornjeve u Vinkovcima i Vukovaru) javne objekte (Mađarska škola u Vukovaru, 1911.), te stambene (vila Streim na Vučedolu u Vukovaru podignuta 1918. god., također u cijelosti od armiranog betona).

## Opus Frana Funtaka između dva svjetska rata
Nakon završetka Prvog svjetskog rata otvara vlastito građevinsko poduzeće i usredotočuje projektantsku aktivnost na Vukovar i okolna mjesta. U samome gradu koji 1920-ih godina doživljava razdoblje naglog razvitka podiže niz reprezentativnih građanskih stambenih zgrada, te vila (kuće Pfeffermann, 1923., Pifat, 1927., pregradnja vlastite obiteljske kuće, 1922., itd.). Radi i u Osijeku (kuće Gromann, Stanković i Podmenik, iz 1922-1923.), te Vinkovcima. Najznačajniji objekti koje podiže u međuraću svakako su međutim sakralne gradnje, među kojima se osobito ističu dvije [sinagoga|sinagogalne] građevine: veliki hram u Vinkovcima podignut 1922. godine (srušen tijekom Drugog svjetskog rata) i Zidduk – hadin kuća, «mrtvačnica» na židovskom groblju u Vukovaru iz 1928. (sačuvana do danas), te crkve u Batini (1920. godine), Krndiji (1932. – 1937.) i Šidu (1932. – 1934.). Svi ovi objekti, od kojih kvalitetom iskaču spomenuta kapela na židovskom groblju i crkva u Krndiji, karakterizira uporaba art-deco oblikovnog rječnika s primjesom međuratnog klasicizma. Tridesetih se godina okreće polagano moderni, kako se osobito jasno vidi na građevinama poput kuće Njegić (1935.) i vile Mihelić (1939.) u Vukovaru.

## Opus Frana Funtaka nakon Drugog svjetskog rata
U međuratnom Vukovaru Fran Funtak nije bio samo najplodniji i najznačajniji projektant već i čovjek koji je umnogome utjecao na urbani razvitak grada. Njegov je privatni ured služio Gradskom poglavarstvu kao inženjerski ured za cijeli grad, a po Funtakovom se regulacijskom planu iz 1930-ih godina Vukovar izgrađivao sve do 1945. Nakon obnove Jugoslavije, zbog sudjelovanja u vlasti NDH, preseljen je s obitelji u Županju gdje se zapošljava u podružnici osječkog građevinskog poduzeća «Norma» unutar kojeg izvodi jedan od kapitalnih objekata tadašnje NR Hrvatske – Sladoranu, tvornicu šećera u Županji. Nakon raspada «Norme» radi u županjskom građevinskom poduzeću «Radnik» kao glavni projektant. Projektira brojne škole (Štitar, Drenovci), stambene zgrade (Županja, Račinovci), te gospodarske objekte. Umire u istom gradu, 1960., u 78. godini života.

## Vanjske poveznice
- Funtak, Fran Hrvatska tehnička enciklopedija, portal hrvatske tehničke baštine. LZMK